# Commissione di garanzia dell'attuazione della legge sullo sciopero nei servizi pubblici essenziali
La Commissione di Garanzia dello Sciopero nei Servizi pubblici Essenziali (CGSSE) (o Commissione Garanzia Sciopero) è un'Autorità amministrativa indipendente, istituita dall'art. 12 della L. 12 giugno 1990, n. 146, e successive modificazioni, con il compito di vigilare sul corretto contemperamento dell'esercizio del diritto di sciopero nei cosiddetti servizi pubblici essenziali, con il godimento dei diritti della persona, costituzionalmente tutelati, alla vita, alla salute, alla libertà ed alla sicurezza, alla libertà di circolazione, all'assistenza e previdenza sociale, all'istruzione ed alla libertà di comunicazione.
La Commissione ha sede in Piazza del Gesù, n. 46, a Roma, nello storico Palazzo in cui ebbe sede la Democrazia Cristiana, di proprietà della Fondazione Cenci-Bolognetti.

## Composizione
Ai sensi della legge n. 146 del 1990, e successive modificazioni, la Commissione è «composta da nove membri designati dai Presidenti della Camera dei deputati e del Senato della Repubblica tra esperti in materia di diritto costituzionale, di diritto del lavoro e di relazioni industriali e nominati con decreto del Presidente della Repubblica».
Attualmente il numero dei componenti è pari a 5, per effetto dell'art. 23, comma 1, del D.L. n. 201 del 2011 che ha previsto la riduzione dei componenti di tutte le autorità amministrative indipendenti, compresa la Commissione di garanzia (i cui membri sono passati da nove a cinque). La Commissione, come modificato dal comma 23-duodecies dell'art. 1 della legge 26 febbraio 2010, n. 25), è nominata per sei anni e i suoi membri possono essere confermati una sola volta.
La previsione della legge risponde all'esigenza di assicurare un'elevata competenza tecnica e autorevolezza dell'organismo, la cui indipendenza è, pertanto, assicurata non solo attraverso la fissazione di “regole oggettive”, ma anche sulla base della “autorevolezza soggettiva” che impone, con riferimento ai singoli componenti, una verifica in ordine al possesso di una specifica professionalità, sulla base dei requisiti richiesti dalla legge .
Per soddisfare l'esigenza di preservare l'organismo da influenze esterne, di natura politica, sindacale e professionale, la legge stabilisce anche che “non possono far parte della Commissione i parlamentari e le persone che rivestano altre cariche pubbliche elettive, ovvero cariche in partiti politici, in organizzazioni sindacali o in associazioni di datori di lavoro, nonché coloro che abbiano comunque con i suddetti organismi ovvero con amministrazioni o imprese di erogazione di servizi pubblici rapporti continuativi di collaborazione o di consulenza” .
E, sempre in coerenza con le caratteristiche di Autorità indipendente, assume rilievo la previsione secondo cui il Presidente non viene individuato sulla base di una designazione esterna, ma è eletto all'interno dell'organismo dagli stessi componenti, secondo le modalità stabilite nel Regolamento interno.
Per il suo funzionamento, l'Autorità si avvale di personale, anche con qualifica dirigenziale, delle amministrazioni pubbliche in posizione di comando o fuori ruolo, adottando a tale fine i relativi provvedimenti e di ruolo; può avvalersi, altresì, della consulenza di esperti di organizzazione dei servizi pubblici essenziali interessati dal conflitto, nonché di esperti che si siano particolarmente distinti nella tutela degli utenti.
La struttura amministrativa è composta da unità di personale di ruolo (la Legge ne prevede un massimo di trenta) altamente qualificato che, ha, nel corso degli anni, acquisito notevole esperienza nelle materie di competenza dell'Autorità.

## I presidenti
| numero | Presidente                  | in carica da      | fino a           |
| ------ | --------------------------- | ----------------- | ---------------- |
| 1      | Sabino Cassese              | 1990              | 1992             |
| 2      | Antonio D'Atena             | 1992              | 1996             |
| 3      | Gino Giugni                 | 1996              | 2002             |
| 4      | Antonio Martone             | 2003              | 2009             |
| 5      | Giovanni Pitruzzella        | 24 settembre 2009 | 18 novembre 2011 |
| 6      | Roberto Alesse              | 21 novembre 2011  | 28 febbraio 2016 |
| 7      | Giuseppe Santoro Passarelli | 15 giugno 2016    | 28 marzo 2023    |
| 8      | Orsola Razzolini            | 7 aprile 2023     | 11 luglio 2023   |
| 9      | Paola Bellocchi             | 12 luglio 2023    | ad oggi          |

## Funzioni
L'istituzione della Commissione ha rappresentato un'innovazione fondamentale nell'ambito del disegno riformatore realizzato con l'emanazione della legge 146/90 ed uno dei cardini su cui poggia il sistema di regolazione delineato dal legislatore.
Nata come organismo tecnico e super partes, istituzionalmente preposto ad assicurare la corretta applicazione della legge, con la riforma della legge attuata con la legge n. 83 del 2000, che ha recepito anche gli orientamenti interpretativi formulati nel corso degli anni precedenti dalla Commissione stessa, ha visto notevolmente potenziate le proprie attribuzioni.
L'Autorità è, innanzitutto, chiamata ad esprimere un giudizio sull'idoneità degli accordi che le parti devono raggiungere al fine di assicurare le prestazioni indispensabili e, in caso di valutazione negativa, a formulare una “regolamentazione provvisoria” che si impone alle parti finché perdura il disaccordo (art. 13, lett. a, della legge n. 146 del 1990, e successive modificazioni).
Per quanto riguarda la prevenzione dei conflitti, sono aumentati i poteri della Commissione, attraverso una pluralità di modelli deliberativi in relazione alle differenti situazioni di volta in volta considerate dal legislatore.
In particolare, la Commissione:
- può emanare, su richiesta della parti interessate, un lodo sul merito della controversia avente ad oggetto le questioni interpretative o applicative dei contenuti degli accordi o dei codici di autoregolamentazione (art. 13, lett. b) della legge);
- può invitare a differire lo sciopero ad altra data per consentire un ulteriore tentativo di mediazione nei conflitti di rilievo nazionale (art. 13, lett. c), o a riformulare la proclamazione nel caso di palese violazione delle regole relative alle fasi che precedono l'astensione collettiva (art. 13, lett. d), ovvero quando vi siano scioperi concomitanti, proclamati da soggetti sindacali diversi, che interessino il medesimo bacino di utenza (art. 13, lett. e);
- può indirizzare delibere di invito pure alle amministrazioni o imprese erogatrici, con un potere di valutazione dei comportamenti datoriali funzionale all'accertamento delle relative responsabilità e alla irrogazione delle eventuali sanzioni (art. 13, lett. h).

### Le sanzioni
Per quanto riguarda l'apparato sanzionatorio, la riforma del 2000 ha assegnato alla Commissione di Garanzia un potere sanzionatorio, con ciò intendendo che ad essa spetta di valutare i comportamenti delle parti e, in caso di valutazione negativa, deliberare l'applicazione delle sanzioni (art. 13, lett. i) della legge), restando agli altri soggetti (datori di lavoro e Direzioni territoriali del lavoro, già Direzioni provinciali del lavoro) un compito “esecutivo”.
L'importo minimo della sanzione da applicare alle organizzazioni sindacali, per la violazione delle previsioni della legge n. 146 del 1990, e successive modificazioni, è fissato da euro 2.582 a 25.820, raddoppiabili in caso di recidiva.
La sospensione dei permessi retribuiti e delle trattenute sindacali sulle retribuzioni va applicata per la durata dell'astensione e per un ammontare complessivo compreso tra i valori anzidetti, tenendo conto della consistenza associativa, della gravità della violazione e dell'eventuale recidiva, nonché degli effetti prodotti dallo sciopero sul servizio pubblico.
Nel caso, poi, in cui le organizzazioni sindacali che hanno promosso lo sciopero "non fruiscano dei suddetti benefici", e perciò le sanzioni relative non possano essere applicate, la Commissione delibera in via sostitutiva una sanzione amministrativa pecuniaria (l'equivalente da euro 2.582 a 25.820) a carico di chi risponde legalmente dell'organizzazione sindacale.
Quanto alle sanzioni per i dirigenti delle amministrazioni e per i legali rappresentanti delle imprese e degli enti, la legge individua nuove ipotesi in cui esse sono applicabili, elevandone, anche qui, l'importo: qualora non venga rispettata la disciplina pattizia o provvisoria o quando gli utenti non siano stati informati correttamente, è applicabile una sanzione amministrativa da euro 2.582 a 25.820, adottata con ordinanza della Direzione Territoriale del Lavoro. Inoltre, da euro 206 ad euro 516 nel caso in cui, nel termine indicato dalla Commissione di Garanzia, non applichino le sanzioni di cui all'art. 4, ai sensi dell'art. 4, comma 4-sexies della legge.
Anche i singoli lavoratori che si astengono dal lavoro in contrasto con le misure individuate per garantire i diritti delle utenze e le prestazioni minime, sono soggetti a sanzioni disciplinari proporzionate alla gravità dell'infrazione, con esclusione delle misure estintive del rapporto o di quelle che comportino mutamenti definitivi dello stesso, irrogate dal datore di lavoro previa valutazione del comportamento delle parti da parte della Commissione.
Alle medesime sanzioni sono soggetti anche le associazioni e gli organismi rappresentativi dei lavoratori autonomi o piccoli imprenditori, in solido con i singoli lavoratori autonomi, professionisti o piccoli imprenditori, che aderendo alla protesta si siano astenuti dalle prestazioni.
Gli importi delle sanzioni sono devoluti all'INPS, gestione dell'assicurazione obbligatoria per la disoccupazione volontaria.
Contro le deliberazioni della Commissione di garanzia in materia di sanzioni, che sono veri e propri atti a rilevanza esterna e sono autonomamente impugnabili, si può proporre ricorso al giudice del lavoro.

### La Commissione e l'istituto della precettazione
La nuova legge modifica anche le disposizioni relative ai poteri ordinatori, comunemente denominati di precettazione, elevando, tra l'altro, le sanzioni per i lavoratori che non rispettano l'ordinanza; analoga sanzione colpisce lavoratori autonomi e piccoli imprenditori, mentre le loro organizzazioni sindacali e associazioni sono soggette a una sanzione amministrativa per ogni giorno di mancata ottemperanza dell'ordinanza.
Ed è proprio sul terreno del procedimento della precettazione (istituto riformato con la legge del 2000), che la Commissione è chiamata ad esercitare le sue più ampie prerogative finalizzate a “prevenire il pregiudizio grave e imminente ai diritti della persona costituzionalmente tutelati che potrebbe essere cagionato dall'interruzione o dall'alterazione del funzionamento dei servizi pubblici essenziali” , attraverso il potere di segnalazione all'Autorità competente di situazioni a rischio di tale pregiudizio.
Tuttavia, nella prassi, è raro che tale potere sia stato attivato, in considerazione della volontà della Commissione, in accordo con l'intento del legislatore, di accogliere il modello della moral suasion, basato sulla capacità di persuasione e sulla valorizzazione del dialogo tra le parti sociali, più che sulla necessità di dettare comandi o applicare sanzioni.
La stretta similitudine tra il potere di deliberazione della Commissione ai fini del differimento dello sciopero e il potere di ordinanza spettanti alle autorità competenti in materia ha fatto emergere però, non di rado, un pericolo di interferenza tra le decisioni delle autorità competenti (il Presidente del Consiglio dei ministri o un Ministro da lui delegato, se il conflitto ha rilevanza nazionale o interregionale, ovvero, negli altri casi, il Prefetto o il corrispondente organo nelle Regioni a statuto speciale), così da far prospettare, recentemente, l'opportunità di un intervento legislativo volto ad un'armonizzazione dei poteri di intervento.

### Pubblicità e trasparenza dell'attività.
Di particolare rilievo, infine, sul doppio versante della regolazione e della gestione del conflitto, si configurano le disposizioni che tendono a soddisfare le esigenze di pubblicità e trasparenza dell'attività della Commissione (art. 13, comma 1, lettere l, m, n della legge).
L'Autorità, infatti, deve assicurare forme adeguate e tempestive di pubblicità delle proprie delibere, con particolare riguardo alle delibere di invito di cui alle lettere c), d), e) ed h), e può richiedere la pubblicazione nella Gazzetta Ufficiale di comunicati contenenti gli accordi o i codici di autoregolamentazione di ambito nazionale valutati idonei o le eventuali provvisorie regolamentazioni da essa deliberate.
Anche le amministrazioni pubbliche e le imprese erogatrici di servizi hanno l'obbligo di rendere note le delibere della Commissione, nonché gli accordi o contratti collettivi di cui all'articolo 2, comma 2, mediante affissione in luogo accessibile a tutti.
È altresì previsto che la Commissione riferisca ai Presidenti delle Camere, su richiesta dei medesimi o di propria iniziativa, sugli aspetti di propria competenza circa i conflitti nazionali e locali relativi ai servizi pubblici essenziali, valutando la conformità della condotta tenuta dai soggetti collettivi ed individuali, dalle amministrazioni e dalle imprese, alle norme di autoregolamentazione o alle clausole sulle prestazioni indispensabili. Attraverso le Relazioni annuali sull'attività della Commissione, presentate alternativamente alla Camera e al Senato, la Commissione offre infatti uno strumento conoscitivo pubblico non solo della propria giurisprudenza, ma anche degli spunti di riflessione in ordine alle problematiche applicative della legge n. 146, e successive modificazioni; consentendone, altresì, la consultazione tramite la pubblicazione anche sul sito istituzionale.
La Commissione, infine, trasmette gli atti e le pronunce di propria competenza ai Presidenti delle Camere e al Governo, che ne assicura la divulgazione tramite i mezzi di informazione.